# ReBirth
ReBirth è il nono album studio della cantante giapponese Masami Okui pubblicato il 4 febbraio 2004 dalla Starchild. L'album ha raggiunto la quarantanovesima posizione della classifica degli album più venduti in Giappone, vendendo 6 640 copie.

## Tracce
1. INTRODUCTION
2. POISON
3. SECOND IMPACT
4. I LOST
5. Innocence
6. Shinkai ~ReBirth~ (深海 ～ReBirth～)
7. Triangle+α
8. MESSAGE (L.A. version)
9. Boukensha (冒険者)
10. Houkago no Tenshi (放課後の天使)
11. PANDRA ~Gendai Shinwa~ (PANDRA ～現代神話～)
12. Earth